# Mesocoelopus collaris
Mesocoelopus collaris är en skalbaggsart som beskrevs av Étienne Mulsant och Claudius Rey 1864. Mesocoelopus collaris ingår i släktet Mesocoelopus och familjen trägnagare. Inga underarter finns listade i Catalogue of Life.